# San Juan de Fábregas
San Juan de Fábregas es una entidad de población española del municipio de Rupit y Pruit, perteneciente a la provincia de Barcelona, en la comunidad autónoma de Cataluña.

## Historia
Hacia finales del siglo XIX, el lugar, por entonces con ayuntamiento propio, tenía contabilizada una población de 489 habitantes. Aparece descrito en el noveno volumen del Diccionario geográfico, estadístico, histórico, biográfico, postal, municipal, marítimo y eclesiástico de España y sus posesiones de ultramar de Pablo Riera y Sans con las siguientes palabras:

SAN JUAN DE FÁBREGAS.—Ayunt. formado por el l. de Rupit, y 47 cas. y grupos, edif., viv. y alb. ais. La casa consistorial está en el citado l. de Rupit. Cuenta con 489 hab. y 190 edif., de los que 36 están inhabitados. -Org. civ. Corresponde á la prov. de Barcelona, y al dist. de Vich para las elecciones de diputados provinciales y las de Córtes.-Org. mil. C. G. de Cataluña y G. M. de Barcelona. -Org. ecle. Pertenece á la dióc. y arciprestazgo de Vich. Como quiera que este ayunt. está formado por varias entidades de pob. de las que hablamos en sus lugares respectivos omitimos hacerlo aquí para evitar repeticiones.— Org. jud. Hállase adscrito al part. jud. de Vich y á las aud. de lo criminal y territ. de Barcelona, distando del primer punto 22 k. y 66 del último.-Org. econ. Para el pago de contr. depende de la Delegacion de Hacienda de su prov.-S. púb. Recibe y expide la corr. por la A. de Granollers á Vich, estacion Vich, pt. de Olost y Santa María de Corcó.—Ob. púb. y med. de com. Para verificar sus transportes y relacionarse con los pueblos limítrofes, cuenta con varios caminos vecinales, en regular estado de conservacion.-Ins. púb. De fondos municipales se costean las escuelas necesarias para las necesidades de la enseñanza elemental, á las que asiste un regular número de alumnos.-Art., of., ind. La ind. más importante es la agrícola y las que con ella se relacionan, dedicándose algunos de sus moradores á las profesiones y of. mecánicos de más reconocida utilidad.-Pob. La pob. de este ayunt. descrita parcialmente en cada una de las entidades que la forman, no ofrece particularidad, pues los edif. de que se compone, ni se recomiendan por sus bellezas arquitectónicas ni por los recuerdos históricos que encierra. Todos ellos responden, mejor ó peor, á las necesidades de sus moradores. El vecindario se surte de agua para todos los usos domésticos de las fuentes que en el tér. existen, celebrándose en cada una de las localidades que integran este ayunt., la fiesta principal el día de su santo Patrono.—Sit. geog. y top. En una pequeña eminencia, disfrutando de libre ventilacion y clima sano, aunque algo frío, encuéntrase situado el ayunt. que nos ocupa, á cuyo tér. municipal sirven de límites por los cuatro puntos cardinales los de Tavertet, Esquirol y Olost, comprendiendo en el espacio que éstos abrazan varios montes, de propios y particulares, que se hallan poblados de encinas, robles y mata baja. El terreno es montuoso y de mediana calidad, consistiendo sus prod. en trigo, mijo, legumbres, patatas y pastos, merced á los cuales se mantiene ganado de varias clases, abundando la caza de pelo y pluma.
(Riera y Sans, 1886, p. 190)

El municipio de San Juan de Fábregas desapareció de cara al censo de España de 1981, al incorporarse al de Rupit y Pruit.

## Demografía
| Gráfica de evolución demográfica de San Juan de Fábregas entre 1842 y 1970 |
| |
| Población de derecho según los censos de población del INE. Población de hecho según los censos de población del INE.En este censo se denominaba San Juan de Fábregas y Rupit: 1842. En estos censos se denominaba San Juan de Fábregas: 1857, 1860, 1877, 1887, 1897, 1900, 1910, 1920, 1930, 1940 y 1950. Entre el censo de 1981 y el anterior, este municipio desaparece porque se agrupa en el municipio Rupit i Pruit. |